# Cligès
Cligès ou la Fausse Morte est le deuxième roman courtois de Chrétien de Troyes, écrit après Érec et Énide vers 1176. Cette œuvre, rédigée en vers octosyllabiques, nous est connue par sept manuscrits différents et des fragments. C'est un roman, forme dont Chrétien est l'un des inventeurs : il s'y écarte du modèle de l'épopée, qui raconte l'Histoire, pour fonder le principe du roman, récit focalisé sur la figure d'un héros dont les intérêts peuvent diverger de ceux de la collectivité.
Chrétien aurait été inspiré par l'ambassade byzantine en 1171 à la cour de Frédéric Barberousse à Cologne.
Le récit du roman est dédoublé. Fils d’Alexandre et de Soredamor, petit-fils de l’empereur Alexandre de Constantinople, Cligès est le neveu de Gauvain. Neveu d’Alis de Constantinople, il tombe amoureux de sa tante Fénice et doit affronter son oncle impérial à cause de cet amour coupable.
Ce personnage est également cité dans La Vie de Caradoc, le Roman de Jaufré, Les Merveilles de Rigomer et Méraugis de Portlesguez.

## Résumé
Un jeune homme vit en Grèce et descend de la lignée du roi Arthur. Il est le fils d'un empereur riche et puissant, Alexandre, qui possède la Grèce et Constantinople, et d'une noble impératrice, Tantalis. Il s'appelle Alexandre et son beaucoup plus jeune frère se nomme Alis. Pour acquérir gloire et renom, Alexandre fils veut se rendre auprès du roi Arthur en Bretagne. Alexandre père accepte, il l'adoube et lui donne tout ce dont il a besoin : bons chevaux, vêtements de soie...
Ils naviguent durant avril et mai et arrivent à Southampton, en Angleterre. Ils se déplacent jusqu'à Winchester où se trouve le roi Arthur qui accepte les Grecs à sa cour.
Le roi Arthur veut se rendre en Bretagne et confie l'Angleterre au comte Angrès de Windsor. Sur le bateau naviguant vers la Bretagne, se trouvent le roi, sa nièce Soredamor avec ses suivantes, ainsi que les Grecs. Alexandre aime Soredamor et Soredamor aime Alexandre mais aucun n'ose regarder l'autre.
Au début d'octobre des messagers arrivent de Londres et de Canterbury pour annoncer au roi Arthur que le comte Angrès de Windsor est un traître : il entend lui disputer ses terres. Arthur réunit une immense armée pour laquelle Alexandre veut se faire chevalier. Le roi leur donne des armes à lui et à ses compagnons. Lorsqu'elle apprend cette nouvelle, la reine décide d'offrir une contrepartie à Alexandre. Elle lui offre une chemise de soie blanche sur laquelle Soredamor a entrecroisé, aux deux manches et au col, un de ses cheveux avec les fils d'or.
Le roi et l'armée vont à Windsor et n'ont pas d'autre choix que de camper au bord de la Tamise car le château du traître a été renforcé. Mais Alexandre voit des chevaliers qui joutent sous ses yeux et sans armures, il décide de s'affronter à eux. Alexandre et ses compagnons désarçonnent treize chevaliers et ramènent quatre chevaliers dont il fait don à la reine car il sait que le roi les ferait pendre, mais, pour finir, ils tombent tout de même entre les mains du roi qui décide que des traîtres doivent être traînés. Le comte Angrès est rempli de colère lorsqu'il voit ses amis traînés autour du château. Alexandre rend visite tous les soirs à Soredamor. Ce soir-là, la reine découvre le cheveu d'or sur le poignet d'Alexandre.
Durant la nuit, les soldats du traître sont surpris par les guetteurs du roi et tous partent s'armer sans perdre un instant. Alexandre a alors une idée de génie : prendre les écus et des lances aux traîtres qu'ils ont tués pour pouvoir entrer dans le château. À peine entrés, les Grecs surprennent les traîtres désarmés et en tuent 31 d'un coup. Alexandre fait quelques prisonniers dont le comte. Tous font l'éloge d'Alexandre. La reine réunit Alexandre et Soredamor dont les noces sont célébrées le jour même, à Windsor. En un même jour Alexandre obtient trois honneurs : le château qu'il prit, la promesse que fit le roi de lui donner le royaume de Galles et son mariage avec Soredamor. De cette alliance naît Cligès.
Dans l'intervalle, l'empereur de Grèce meurt, mais une tempête surprend les messagers qui devaient aller chercher Alexandre en Bretagne. Un seul messager survit et raconte le mensonge qu'Alexandre aurait également péri dans le naufrage. Ils prennent alors Alis, son petit frère, et le couronnent. Alis reçoit l'Empire de Grèce et Alexandre ne tarde pas à apprendre la nouvelle. Il ne veut pas se battre contre son frère et négocier.
Il emmène Soredamor et Cligès et arrive, un mois plus tard, dans le port d'Athènes. Alis laisse Alexandre gouverner tout le pays mais demande à garder le nom d'empereur. Alexandre est d'accord à la condition qu'Alis promette de ne jamais prendre d'épouse afin que Cligès puisse hériter du trône. Alis promet solennellement de ne jamais prendre de femme. Alexandre meurt peu après, suivi par Soredamor éplorée de chagrin.
Les conseillers d'Alis le forcent à prendre  femme, ce qu'il finit par accepter oubliant sa promesse. Ils partent en Allemagne et vont jusqu'à Ratisbonne. L'empereur d'Allemagne est heureux de leur accorder sa fille, Fénice, bien qu'il l'ait déjà promise au duc de Saxe. Alis décide donc d'envoyer ses meilleurs chevaliers combattre en Allemagne et prend avec lui son neveu. Ils rencontrent la jeune fille à Cologne et Cligès en tombe fou amoureux bien que Fénice soit destinée à son oncle. Cligès se bat contre le neveu du duc de Saxe qui lui mande Fénice. Cligès le renverse et Fénice, qui a assisté au combat, est sous le charme de Cligès.
Le soir des noces, Thessala, la gouvernante de Fénice, fabrique un philtre grâce auquel Alis s'imagine coucher avec Fénice alors qu'il n'en est rien.
Sur la route du retour, les Saxons leur tendent une embuscade et enlèvent Fénice pendant que les Grecs sont occupés à se battre. Seul Cligès remarque sa disparition et part, seul, abattre les Saxons et ramener Fénice. Le duc défie à nouveau Cligès qui met le duc en mauvaise posture au combat. Ils s'accordent et le duc rentre en Saxe.
Cligès veut se rendre en Grande-Bretagne, comme son père le lui avait promis, et son oncle accepte. Cligès prend des biens et des compagnons et quatre chevaux de robes différentes : blanc, alezan, fauve et noir.
Ils passent la mer et arrivent à Wallingford. Cligès se rend tout de suite au tournoi d'Oxford. Il porte son armure et ses armes noires et son cheval de même couleur. Il gagne Sagremor. À la nuit tombée, sans être vu, il rentre dans son logis et cache les armes noires, puis expose les vertes. Tout le monde parle du chevalier noir et tous dont le roi Arthur le recherchent activement.
Le lendemain, Cligès, en vert, vainc Lancelot du Lac et cache à nouveau les armes vertes et sort l'armement vermeil. Cligès, dans son armure vermeille, abat Perceval le Gallois. Le soir, il cache ces armes et sort les blanches, mais les chevaliers se rendent compte que tous ont été vaincus par un seul et même homme. Le lendemain Gauvain veut l'affronter mais le roi vient les séparer car il veut qu'aucun ne se blesse. Il invite Cligès à sa cour et il le suit. Il accomplit de nombreux exploits chevaleresques et le roi le chérit. Il ne peut cependant rester plus longtemps loin de Fénice et rentre en Bretagne.
Longtemps après être arrivé, il rend régulièrement visite à Fénice et tous deux décident de ne pas vivre leur amour comme Tristan et Yseut. Ils feignent un plan pour lequel Fénice demande l'aide de Thessala et Cligès celui de Jean l'artisan. Au début, la reine feint d'être malade et puis fait semblant de succomber à sa maladie. Tout le royaume la pleure. Ce jour-là passent trois médecins de Salerne qui demandent à la voir : tous sont d'accord sur le fait qu'elle n'est pas morte, car son cœur palpite. Ils promettent au roi de la ramener à la vie sinon ils seraient prêts à endurer de dures souffrances. Au début, les médecins lui parlent et essayent de négocier mais lorsqu'ils voient qui n'obtiendront jamais rien d'elle, ils l'arrachent du cercueil et la battent à coups de lanière dans son dos qui saigne. Ils lui coulent du plomb chaud et bouillant dans les paumes mais Fénice ne dit rien car elle est sous l'effet du philtre de Thessala. Les demoiselles de Fénice les surprennent et les poussent du haut de la tour : les trois traîtres meurent.
Lors de l'ensevelissement tous s'évanouissent car ils sont très tristes et Jean a le loisir de fermer la sépulture comme il l'entend, c'est-à-dire de manière a pouvoir la rouvrir. Le soir venu, Cligès et Jean viennent chercher Fénice, l'amènent dans sa tour secrète, tour dont seul Jean connaît l'entrée.
Cligès et Fénice vivent de longs mois dans la tour. Mais lorsque la belle saison revient, ils veulent sortir dans le verger. Un chasseur, Bertrand, qui a égaré son épervier, les surprend nus dans le lit sous l'ente. Cligès ne parvient pas à attraper Bertrand mais l'estropie.
Les amants fuient en Bretagne où ils demandent l'aide du roi Arthur qui leur promet de mettre sur pied une grande armée. Des messagers arrivent de Grèce et raconte qu'Alis était mort de tristesse de ne pas avoir retrouvé son neveu.
Les amants rentrent en Grèce où ils sont reçus dans la joie. On les couronne et célèbre leur mariage.

## Analyse
Dans les premiers vers du roman, Chrétien de Troyes donne les titres des œuvres qu'il a déjà écrites (Érec et Énide, Les commandements d'Ovide, L'art d'aimer, Le mors de l'épaule et La Muance de la hupe, de l'aronde et del rossignol qui sont quatre adaptations de textes d'Ovide et  Du roi Marc et d'Iseult la blonde).
Parmi les sources d'inspiration du roman se trouve un texte que Chrétien affirme avoir lu dans la bibliothèque Saint Pierre de Beauvais. D'autres textes ont été suggérés en tant que source comme le récit persan intitulé Vis et Ramin ou le Roman de Tristan de Thomas d'Angleterre.
Selon la thèse de Norris J. Lacy, les romans arthuriens de Chrétien de Troyes sont construits sous une même forme : vie apparemment heureuse du héros, crise, résolution de la crise grâce à une quête. Toutefois, le roman de Cligès ne se présente pas réellement ainsi. Il apparaît que le schéma est modifié bien qu'il existe deux parties du récit. Ici, la première est un récit consacré au personnage du père, la seconde s'intéresse au fils et les deux personnages forment un couple opposé. Le père cache son amour alors que Cligès et Fenice avouent leurs sentiments